# Saldinia hirsuta
Saldinia hirsuta är en måreväxtart som beskrevs av Cornelis Eliza Bertus Bremekamp. Saldinia hirsuta ingår i släktet Saldinia och familjen måreväxter. Inga underarter finns listade i Catalogue of Life.